# Obstetrics & Gynecology
Obstetrics & Gynecology est une revue médicale à comité de lecture dans le domaine de l'obstétrique et de la gynécologie. Il s'agit de la publication officielle de l'American College of Obstetricians and Gynecologists. Elle est aussi connue sous le nom de « Green Journal ».
Obstetrics & Gynecology compte environ 45 000 abonnés. Selon les Journal Citation Reports de 2014, la revue a un facteur d'impact de 4,982, la classant au 5e rang parmi 82 revues de médecine sur la reproduction.